# Louis Marnez
Louis Arthur Marnez, dit Louis Marnez, est un architecte français né le 7 décembre 1856 à Bar-sur-Aube (Aube) et décédé le 12 décembre 1950 dans le 14e arrondissement de Paris.

## Biographie
Associé à Charles Peigniet dans le cabinet Peigniet et Marnez, Louis Marnez exerce à Paris dès la fin du 19e siècle et jusque dans les années 1930.
Son fils et son petit fils, Georges Louis (1888-1946) et Jean Claude Marnez (1926-2014), furent également architectes.

## Réalisations
Ses réalisations s'inscrivent dans les mouvances stylistiques de l'art nouveau et de l'art déco.
Parmi ses travaux, on peut citer :
- N°59, rue du Montparnasse (1892) ;
- N°272, boulevard Raspail (1895) ;
- N°14, rue Jules-Guesde : la crèche Jules-Guesde (1895) ;
- N°139, boulevard Raspail (vers 1900) ;
- 65-67, rue du Montparnasse (1905) ;
- N°333, rue de Vaugirard (1907) ;
- N°112, boulevard Raspail (1908) ;
- N°4, rue Huysmans (1914) ;
- N°50, avenue Charles-Floquet (1929), réalisé avec son fils Georges ;
- N°166, avenue du Maine (1936).

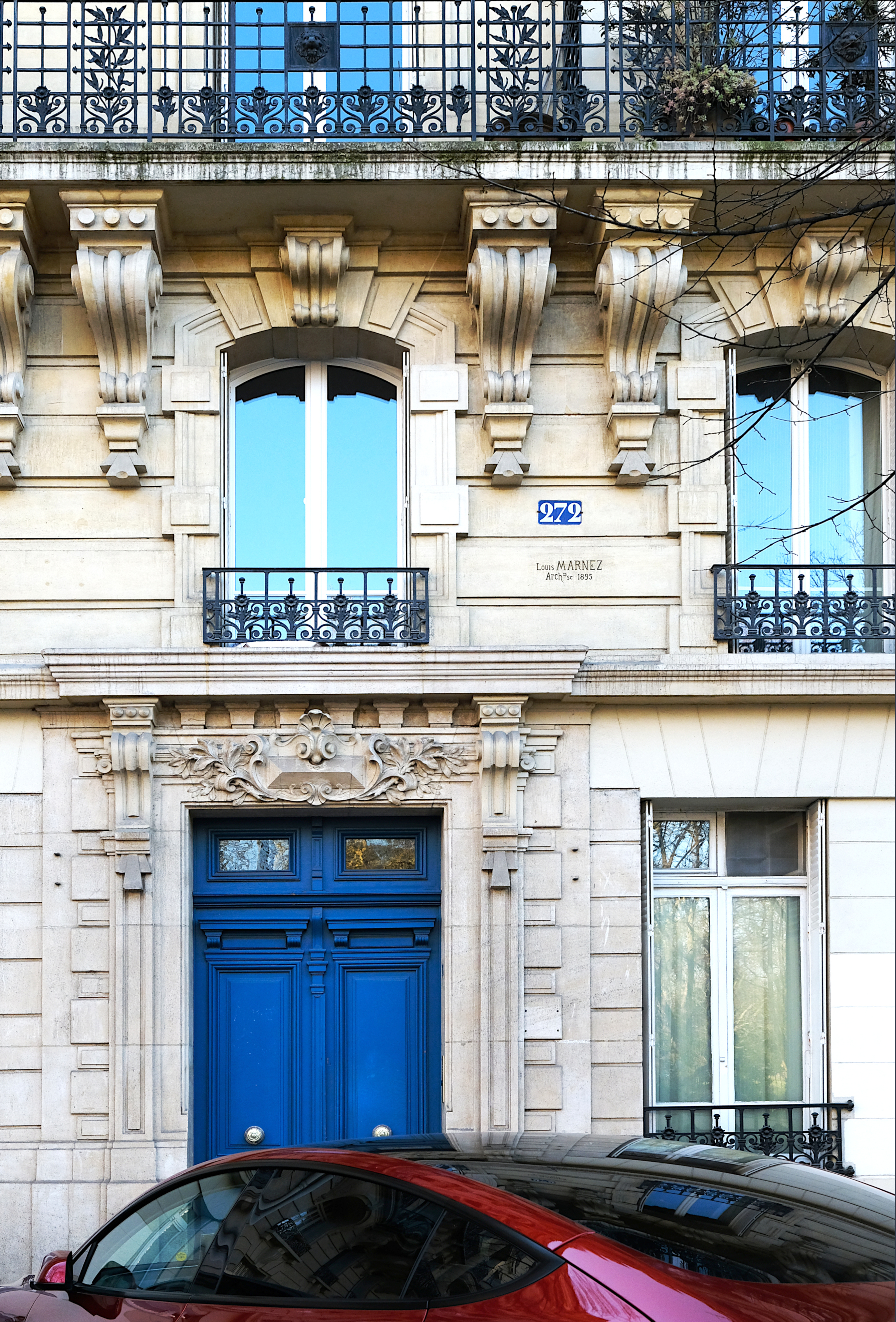
No 272 du boulevard Raspail (1895).
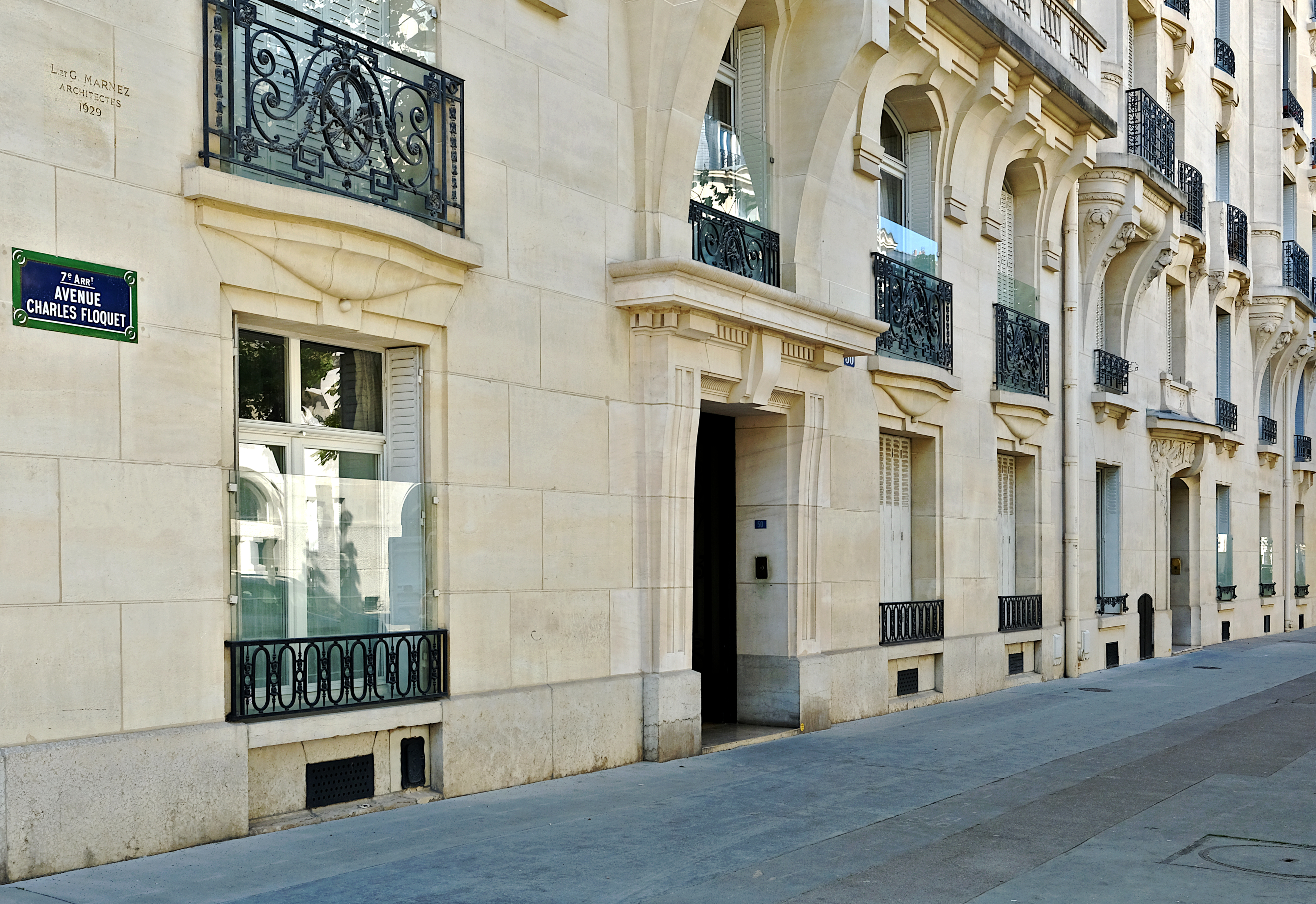
No 50 de l'avenue Charles-Floquet (1929).